# Saint-Germain-la-Poterie
Saint-Germain-la-Poterie là một xã ở tỉnh Oise Hauts-de-France phía bắc Pháp. Xã Saint-Germain-la-Poterie nằm ở khu vực có độ cao trung bình 170 mét trên mực nước biển.